# جامعة تومسك الحكومية
جامعة تومسك الحكومية (الروسية: Национа́льный иссле́довательский То́мский госуда́рственный университе́т) (بالإنجليزية: National Research Tomsk State University)، وتُختصر إلى  TSU هي جامعة بحثية عامة تقع في سيبيريا، روسيا. في 28 مايو 1878، وقع الإمبراطور ألكسندر الثاني مرسومًا بشأن إنشاء مؤسسة التعليم العالي الأولى والوحيدة في المساحات الشاسعة من جبال الأورال الروسية إلى المحيط الهادئ - جامعة سيبيريا الإمبراطورية في تومسك، روسيا. جامعة تومسك الحكومية هي أول جامعة روسية في آسيا.
افتُتحت جامعة تومسك الحكومية في عام 1888. بدأت الفصول الأولى لأول 72 طالبًا في 1 سبتمبر 1888 في كلية الطب المنفردة. تم إعطاء الفصول من قبل ثمانية أساتذة بمساعدة سبعة مساعدين وفنيي مختبرات. تم تعيين البروفيسور نيكولاي جيزيكوس أول رئيس للجامعة.
يوجد في الجامعة حاليًا 23 كليةً ومعهدًا و151 قسمًا وحوالي 23000 طالب (من بينهم حوالي 2000 طالب دولي).
فخر الجامعة هو مكتبتها العلمية (4 ملايين نسخة، متحف الكتب النادرة) والحديقة النباتية السيبيرية.
في عام 2018، تم تسمية (الكويكب 343322 Tomskuniver)على شرف الجامعة.

## الكليات
| الكلية                                | سنة التأيس |
| ------------------------------------- | ---------- |
| الميكانيكا والرياضيات                 | 1948       |
| الفيزياء                              | 1948       |
| الفيزياء الإشعاعية                    | 1953       |
| الفيزياء والهندسة                     | 1963       |
| الرياضيات التطبيقية وعلم التحكم الآلي | 1970       |
| المعهد البيولوجي                      | 1932       |
| الجيولوجيا والجغرافيا                 | 1933       |
| الكيمياء                              | 1932       |
| التاريخ                               | 1917       |
| فقه اللغة                             | 1917       |
| الفلسفة                               | 1987       |
| الصحافة                               | 2004       |
| لغات أجنبية                           | 1995       |
| علم النفس                             | 1997       |
| التعليم الجسدي                        | 2005       |
| التقنيات المبتكرة                     | 2009       |
| دراسات الكمبيوتر                      | 1986       |
| معهد القانون                          | 1897       |
| معهد الاقتصاد والإدارة                | 2016       |
| معهد الفنون والثقافة                  | 1994       |
| التربية العسكرية                      | 1926       |
| قسم الدورات التمهيدية                 | 2015       |
| مدرسة تكنولوجيا المعلومات العليا      | 2017       |

## سمعة الجامعة
غالبًا ما تُعتبر جامعة ولاية تومسك الوطنية للبحوث واحدة من أفضل الجامعات في روسيا وكذلك واحدة من أفضل الجامعات في البريكس (البرازيل وروسيا والهند والصين وجنوب إفريقيا) والاتحاد السوفيتي السابق. بالإضافة إلى ذلك، غالبًا ما يتم تصنيفها عالميًا ضمن أفضل 250 تصنيف. اعتبارًا من عام 2017، كانت جامعة ولاية تومسك الوطنية للأبحاث هي ثالث أفضل جامعة كلاسيكية في روسيا وفقًا لـ RIA Novosti - حيث تفوقت فقط جامعة موسكو الحكومية وجامعة الأورال الفيدرالية عليها.
كما تم الاعتراف بالجامعة تاريخيًا كواحدة من أهم الجامعات في روسيا والاتحاد السوفيتي، حيث تم منحها العديد من الميداليات خلال العصر السوفيتي، مثل وسام ثورة أكتوبر ووسام الراية الحمراء للعمل بالإضافة إلى كونها إحدى الجامعات التسع في روسيا التي حصلت على لقب «الأبحاث الوطنية».

## الوحدات الأكاديمية الإستراتيجية
StrAUs هي وحدات أكاديمية إستراتيجية تركز على دراسة التحول الذي يحدث مع الإنسان والمجتمع والبيئة الطبيعية والتي من صنع الإنسان.
تمتلك جامعة تومسك الحكومية 4 StrAUs، ومعهد الطب الحيوي، ومعهد الإنسان في العصر الرقمي، ومعهد المواد الذكية والتكنولوجيا، ومعهد سيبيريا للمستقبل.

## مكتبة البحوث
تم افتتاح مكتبة الأبحاث وجامعة ولاية تومسك في نفس العام 1888. كان مؤسس المكتبة فاسيلي فلورنسكي - طبيب وكاتب، منظم جامعة تومسك. مُنحت كل من جامعة ولاية تومسك ومكتبة الأبحاث مكانة ذات قيمة خاصة للتراث الثقافي لشعوب الاتحاد الروسي. في عام 2016، احتوت المكتبة على 3.8 مليون وحدة إيداع، بما في ذلك أكثر من 124000 مخطوطة وكتاب نادر.

## الكمبيوتر العملاق SKIF Cyberia

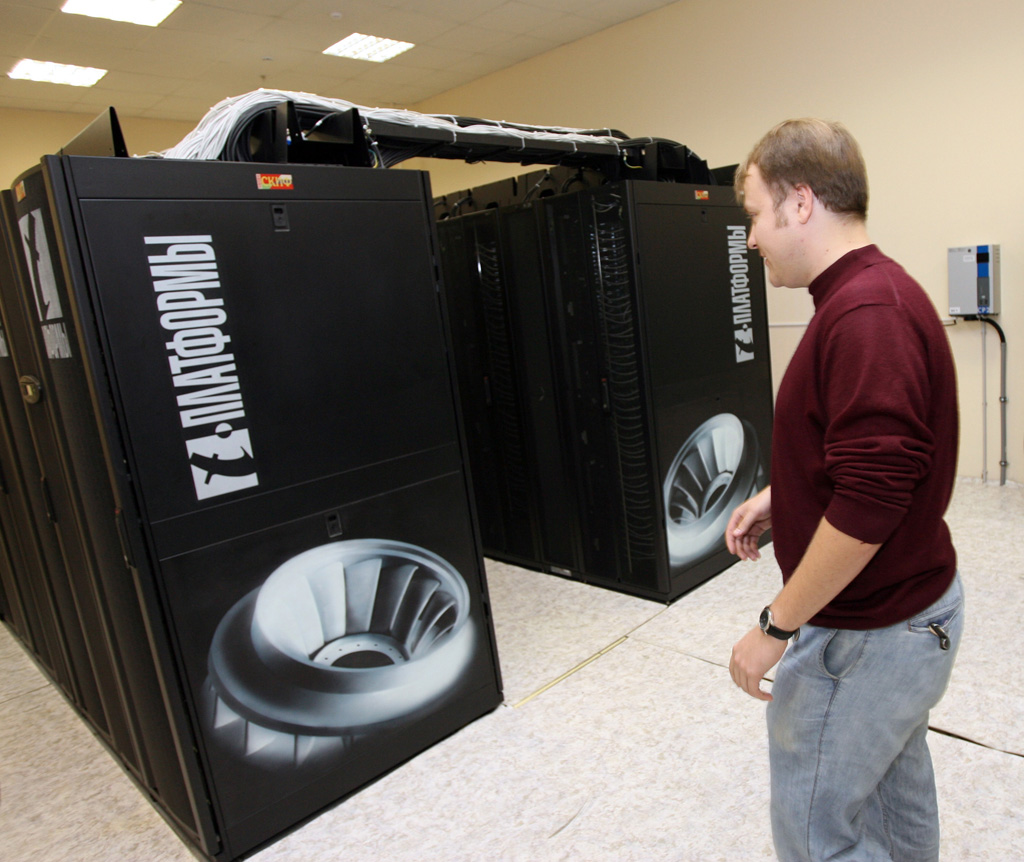
الكمبيوتر العملاق SKIF Cyberia

في عام 2006، كانت جامعة تومسك الحكومية واحدة من 17 جامعة فازت في المسابقة الروسية للبرامج التعليمية المبتكرة. كانت إحدى نتائج هذه المسابقة هي تشكيل مجموعة الحوسبة العملاقة بجامعة تومسك الحكومية بتمويل مشترك من الحكومة الفيدرالية والتمويل المشترك من الأموال الخارجة عن الميزانية للجامعة وتم تجميعها بواسطة T-Platforms.
في وقت الافتتاح الأول، كان أحد أفضل 100 جهاز كمبيوتر عملاق على هذا الكوكب. ولأكثر من عام، كان أسرع كمبيوتر عملاق في كل من أوروبا الشرقية ورابطة الدول المستقلة.
منذ ذلك الحين تم تحديثه عدة مرات. مرة واحدة في عام 2010. ومرة أخرى في عام 2015. اعتبارًا من سبتمبر 2018، تحتوي المجموعة على ذاكرة تبلغ 11.8 تيرابايت، و564 Xeon 5150s، و696 Xeon 5670s، و50 Xeon E5-2695 V3s، و50 Tesla K80s للحصول على إجمالي أداء يبلغ 106.82 تيرافلوب.

## مشاهير
- أليكسي ألكساندروفيتش كوليابكو - تخرج طبيبًا من جامعة تومسك عام 1893، وأصبح أول شخص يعيد إحياء القلب بعد 20 ساعة من وفاته، وكان أستاذًا في جامعة تومسك من عام 1903 إلى عام 1924، وحصل على جائزة الأستاذ المتميز في عام 1918، وكان مؤسس مدرسة علم وظائف الأعضاء.
- نيكولاي ألكساندروفيتش جيزهوس - أول رئيس لجامعة تومسك (1888 إلى 1889)، أستاذ ومؤسس أبحاث الفيزياء في الجامعة.
- نيكولاي فيوفانوفيتش كاششينكو - أستاذ ومؤسس مدرسة علم الحيوان الفقاري بجامعة تومسك، وعضو في أكاديمية العلوم الأوكرانية SSR، وعميد جامعة تومسك (1893 إلى 1895)، وأستاذ معهد كييف للفنون التطبيقية.
- سيرجي بساخي - خريج وأستاذ سابق في جامعة ولاية تومسك، رئيس هيئة رئاسة مركز تومسك العلمي التابع لقسم سيبيريا التابع للأكاديمية الروسية للعلوم.
- أليكسي ديدينكو - خريج كلية الحقوق بجامعة تومسك الحكومية (2005)، نائب دومسك أوبلاست، والمنسق الإقليمي للحزب الليبرالي الديمقراطي لروسيا.
- أنتونينا بولوزي - تخرجت من تومسك في عام 1939، وأصبحت أستاذة في الجامعة وتفوقت في مجال النبات.

### الحائزين على جائزة نوبل
- إيفان بتروفيتش بافلوف - أستاذ ورئيس قسم الصيدلة لفترة وجيزة عام 1890. في وقت لاحق، أصبح أول روسي حائز على جائزة نوبل بعد فوزه بجائزة نوبل في علم وظائف الأعضاء أو الطب عام 1904.
- هنري دونان - عضو فخري بجامعة تومسك عام 1910. في عام 1901، حصل على أول جائزة نوبل للسلام.
- نيكولاي نيكولايفيتش سيميونوف - مساعد مبتدئ في كلية الفيزياء. في عام 1956 حصل على جائزة نوبل في الكيمياء.

### أطباء فخريون
- ميخائيل الكسيفيتش كريفوف
- تشيستر ك.هانسن
- فلاديمير يفسييفيتش زويف
- أليكسي ماتفيفيتش ليبانوف
- ألكسندر بتروفيتش بيتشكوف
- فيكتور ملكيوروفيتش كريس
- جوديث ماركواند
- فيكتور بتروفيتش أورلوف
- فيكتور يفجينيفيتش بانين
- جينادي فيكتوروفيتش ساكوفيتش
- فلاديمير ميخائيلوفيتش فيليبوف
- ألكسندر نيكولايفيتش تيخونوف
- فيكتور أنتونوفيتش سادوفنيتشي
- جينادي أندرييفيتش ميسياتس
- ميخائيل فسيفولودوفيتش كابانوف
- زوريس إيفانوفيتش ألفيوروف
- أليكسي إميليفيتش كونتوروفيتش
- اريك ريماكل
- ألكسندر ليونيدوفيتش أسييف
- إيفان ميخائيلوفيتش بورتنيك
- فلاديمير الكساندروفيتش دجانيبيكوف
- تيرينس فنسنت كالاهان
- فلاديمير يفجينيفيتش فورتوف
- هارالد تسور هاوزن

## روابط خارجية
- (بالإنجليزية) The official website of Tomsk State University (English) الموقع الرسمي
- (بالإنجليزية) TSU Research Library
- (بالإنجليزية) TSU International Student Services Centre
- (بالإنجليزية) TSU at Coursera نسخة محفوظة 27 يناير 2022 على موقع واي باك مشين.
- (بالإنجليزية) TSU Science Portal